# Fredrik Kristian av Augustenburg
Christian av Augustenburg, född 22 januari 1831, död 28 oktober 1917, var en danskfödd tysk prins som gifte in sig i den brittiska kungafamiljen.

## Biografi
Han var son till hertig Kristian av Holstein-Augustenburg och grevinnan Louise Danneskjold-Samsøe. Han var yngre bror till Fredrik av Schleswig-Holstein-Sonderburg-Augustenburg.
Gift 5 juli 1866 på Windsor Castle med Helena av Storbritannien, dotter till drottning Viktoria. Familjen var därefter bosatt på Frogmore House, strax intill Windsor, där prins Christian kom att fungera som dess förvaltare/jägmästare.
Barn:
1. Christian Victor, 1867-1900
2. Albert John, 1869-1931, 1921-31 hertig av Schleswig-Holstein-Augustenburg och huvudman för huset Oldenburg
3. Helena Victoria, 1870-1948, ogift
4. Marie Louise av Schleswig-Holstein, 1872-1956, gift med prins Aribert av Anhalt (skilda 1900).
5. Fredrik Harold, f. och d. 1876